# إرنست بفين
إرنست بيفن (بالإنجليزية: Ernest Bevin) (9 مارس 1881 – 14 أبريل 1951) كان رجل دولة بريطانيًا، وزعيمًا نقابيًا، وسياسيًا في حزب العمال. شارك في تأسيس الاتحاد القوي لعمال النقل والعمال العموميين، وشغل منصب الأمين العام له من عام 1922 حتى 1940، كما تولّى منصب وزير العمل والخدمة الوطنية في حكومة الائتلاف أثناء الحرب العالمية الثانية. وقد نجح في تعظيم إمدادات القوى العاملة البريطانية لكل من القوات المسلحة والإنتاج الصناعي المحلي، مع الحد الأدنى من الإضرابات والاضطرابات.
كانت أهم أدواره حين شغل منصب وزير الخارجية في حكومة حزب العمال بعد الحرب، بين عامي 1945 و1951. حصل على دعم "خطة مارشال"، وكان مناهضًا قويًا للشيوعية، والقوة المحركة الرئيسية وراء إنشاء حلف شمال الأطلسي (الناتو). وهو من المؤسسين الرئيسيين لقسم أبحاث المعلومات، الجناح السري للدعاية التابع لوزارة الخارجية البريطانية، والمتخصص في التضليل الإعلامي والدعاية المعادية للشيوعية والداعمة للاستعمار.
لعب بيفن دورًا مهمًا في نهاية الانتداب البريطاني على فلسطين، وكان معارضًا بشدة لإنشاء دولة إسرائيل. قال عنه كاتب سيرته الذاتية، آلان بولوك، إن بيفن "يُعدّ آخر من يمثل تقليد وزراء الخارجية البريطانيين الذي أسسه كل من وكانينغ وبالمرستون في النصف الأول من القرن التاسع عشر".

## النقابة العامة للنقل والعمال
في عام 1922، كان بفين أحد القادة المؤسسين للاتحاد العام لنقابة العمال والنقل (تي جي دبليو يو)، الذي سرعان ما أصبح أكبر اتحاد نقابة عمال في بريطانيا. بعد انتخابه أمينًا عامًا للاتحاد، أصبح بفين أحد قادة العمال البارزين في البلاد والمدافع النقابي الأقوى داخل حزب العمال. من الناحية السياسية، تَبِع الجناح اليميني لحزب العمال، وعارض بشدة الشيوعية والعمل المباشر. زعم خصومه أن ذلك يرجع جزئيًا إلى كونه معاديًا للسامية، ما جعله يرى الشيوعية على أنها «مؤامرة يهودية» ضد بريطانيا. شارك بفين شكليًا فقط في الإضراب العام البريطاني لعام 1926.
لم يثق بفين بشكل واضح في السياسة البرلمانية، ومع ذلك كان عضوًا في حزب العمال منذ تشكيله ولم ينجح في محاربة بريستول سنترال في الانتخابات العامة عام 1918. هُزم على يد توماس إنسكيب، الحاصل على قسيمة الائتلاف. لم تكن علاقته جيدة مع أول رئيس وزراء من حزب العمال، رامزي ماكدونالد، لذلك اعتقد أنه من الطبيعي أن يشكل ماكدونالد حكومة وطنية مع المحافظين خلال الأزمة الاقتصادية عام 1931 التي بسببها تم طُرد ماكدونالد من حزب العمال.
في الانتخابات العامة لعام 1931، تم إقناع بفين من قِبَل القادة المتبقين لحزب العمال بالتنافس على مقعد جيتسهيد بحجة أنه إذا نجح سيبقى أمينًا عامًا للنقابة (تي جي دبليو يو). فازت الحكومة الوطنية بأغلبية ساحقة، ما أدى إلى خسارته مقعد جيتسهيد بهامش كبير أمام الليبرالي الوطني توماس ماغناي.
اشتُهر بفين بكونه أحد النقابيين الذين يؤمنون بالحصول على فوائد مادية لأعضاء النقابة من خلال المفاوضات المباشرة مع الإضراب كملاذ أخير. على سبيل المثال، خلال أواخر ثلاثينيات القرن العشرين، ساعد بفين في التحريض على حملة ناجحة نظمها مؤتمر نقابات العمال لتمديد الإجازات السنوية إلى نسبة أكبر من القوى العاملة. بلغ ذلك ذروته مع إقرار قانون الإجازات المدفوعة لعام 1938، الذي مدد استحقاق الإجازات المدفوعة إلى حوالي 11 مليون عامل بحلول يونيو عام 1939.

## مصالح السياسة الخارجية
خلال ثلاثينيات القرن العشرين، مع انقسام حزب العمال وتضاؤل حجم نفوذه، تعاون بفين مع الحكومة الوطنية التي يهيمن عليها المحافظون في القضايا العملية، لكن خلال تلك الفترة أصبح منخرطًا في السياسة الخارجية إلى حد كبير. كان معارضًا قويًا للفاشية واسترضاء البريطانيين للقوى الفاشية من خلال مفاوضات التسوية. في عام 1935، بحجة أنه يجب معاقبة إيطاليا الفاشية بفرض عقوبات عليها بعد غزوها الحبشة خلال الحرب الإيطالية الإثيوبية الثانية، شن بفين هجومًا عنيفًا على دعاة السلامية في حزب العمال واتهم زعيم الحزب، جورج لانسبوري، بأنه «يبيع ضميره» أثناء المؤتمر. نجحت جهود بفين في تشجيع العقوبات، إذ صوتت الأغلبية الساحقة من النواب لصالح فرض العقوبات.
بعد التصويت في المؤتمر، استقال لانسبوري وحلّ محله نائبه، كليمنت أتلي، الذي كان، إلى جانب لانسبوري وستافورد كريبس، واحدًا من ثلاثة وزراء حزب العمال السابقين الذين أعيد انتخابهم بموجب تسمية الحزب في عام 1931 خلال الانتخابات العامة. بعد الانتخابات العامة في نوفمبر عام 1935، قام هربرت موريسون، الذي عاد حديثًا إلى البرلمان، بالمنافسة ضد أتلي على القيادة، لكن دون جدوى. في السنوات اللاحقة، قدم بفين لأتلي، الذي أشار إليه بشكل خاص باسم «كليم الصغير»، دعمًا قويًا، خاصةً في عام 1947 عندما قاد موريسون وكريبس المزيد من المؤامرات ضد أتلي.
كان بفين عضوًا في الوفد البريطاني الذي تم إرساله إلى مؤتمر علاقات الكومنولث البريطاني الثاني. عُقد المؤتمر في لابستون، سيدني، أستراليا في عام 1938 بتنظيم تشاتام هاوس والمعهد الأسترالي للشؤون الدولية بحضور وفود من جميع دول الكومنولث القائمة آنذاك.

## وزير العمل في زمن الحرب
في عام 1940، شكّل ونستون تشرشل حكومة ائتلافية تضم جميع الأحزاب لإدارة البلاد أثناء الحرب العالمية الثانية. أُعجب تشرشل بمعارضة إرنست بفين للسلاميين داخل النقابة وباندفاعه للعمل (وفقًا لتشرشل، كان بفين «بلا شك أعظم رجل قدمه حزب العمال في عصري»). عيّن تشرشل بفين في منصب وزير العمل والخدمة الوطنية. نظرًا لأن بفين لم يكن عضوًا في البرلمان في ذلك الوقت، ولحلّ هذه المخالفة الدستورية، فسرعان ما تم العثور على منصب برلماني له، وانتُخب بفين بالتزكية في مجلس عموم المملكة المتحدة كعضو في البرلمان (نائب) عن دائرة واندسوورث المركزية في لندن.
منح قانون الطوارئ (الدفاع) لعام 1939 بفين السيطرة الكاملة على القوى العاملة وتخصيصها، إذ كان عازمًا على استخدام هذه السلطة المستحدثة ليس فقط للمساعدة في الانتصار بالحرب، لكن أيضًا لتعزيز موقف النقابات العمالية في المستقبل بعد الحرب. قال بفين على سبيل المزاح: «يقولون إن وليم غلادستون كان في وزارة الخزينة من عام 1860 حتى عام 1930. وأنا سأكون في وزارة العمل من عام 1940 حتى عام 1990»، مشيرًا إلى أنه كان يطمح إلى بقاء سياساته في وزارة العمل مثلما الأمر مع سياسات غلادستون الليبرالية الاقتصادية. ظلت التسوية الصناعية التي قدمها إلى حد كبير ثابتة ومتبعة من قِبَل الإدارات المتعاقبة بعد الحرب حتى إصلاحات حكومة مارغريت ثاتشر في أوائل ثمانينيات القرن العشرين.
خلال الحرب، كان بفين مسؤولًا عن تحويل ما يقرب من 48.000 مجند عسكري للعمل في صناعة الفحم (أصبح هؤلاء العمال معروفين باسم «أولاد بفين»)، مستخدمًا منصبه لضمان تحسينات كبيرة في الأجور وظروف العمل للطبقة العاملة. وضع أيضًا خطة التسريح التي تم من خلالها إعادة ملايين العسكريين وعمال الحرب المدنيين إلى الاقتصاد في وقت السلم. بقي بفين في منصبه كوزير العمل حتى عام 1945 عندما غادر حزب العمال الحكومة الائتلافية. في يوم النصر في أوروبا، وقف بفين بجانب تشرشل وهو ينظر إلى الحشود في وايت هول.

## روابط خارجية
- إرنست بفين على موقع الموسوعة البريطانية (الإنجليزية)
- إرنست بفين على موقع مونزينجر (الألمانية)
- إرنست بفين على موقع إن إن دي بي (الإنجليزية)